# Pravica do odklopa
Pravica do odklopa je pravica delavca, da v času upravičenih odsotnosti z dela ni na razpolago delodajalcu, torej da zunaj delovnega časa ne preverja službene elektronske pošte, službenih sporočil na pametnih napravah in družbenih omrežjih in ne odgovarja na klice in podobno. Potreba po uveljavitvi te nove pravice delavcev se je začela porajati zlasti s pojavom novih informacijskih in komunikacijskih tehnologij, ki po eni strani omogočajo prožnejšo organizacijo dela, po drugi strani pa omogočajo, da se lahko dela od skoraj povsod in nenehno.

## Pravni okvir
Trenutno na ravni Evropske unije ni enotno urejene pravice delavcev do odklopa. Pravica do odklopa trenutno ni določena z evropsko direktivo, je pa Evropski parlament  leta 2021 sprejel nezavezujočo resolucijo, v kateri poziva Evropsko komisijo, da pripravi zakonodajni predlog o tej pravici; leta 2024 so izvedli posvetovanje s socialnimi partnerji. V zakonodaji Republike Slovenije se je pravica do odklopa uvedla novembra 2023 z Zakonom o spremembah in dopolnitvah Zakona o delovnih razmerjih (ZDR-1), in sicer v okviru novega 142.a člena ZDR-1. Glede na slovensko zakonodajo mora delodajalec delavcem zagotoviti pravico do odklopa, s katero zagotovi, da delavec v času izrabe pravice do počitka oziroma v času upravičenih odsotnosti z dela ne bo na razpolago delodajalcu. V ta namen mora delodajalec sprejeti tudi ustrezne ukrepe.
Slovenija je ena izmed prvih držav, ki je uzakonila pravico do odklopa s sprejemom omenjene novele zakona. Pravica do odklopa v različnem obsegu je ob Sloveniji urejena še v Belgiji, Franciji, Grčiji, Italiji, Španiji, na Portugalskem, Slovaškem, Nizozemskem in Hrvaškem.